# Gnophomyia suffusibasis
Gnophomyia suffusibasis är en tvåvingeart som beskrevs av Alexander 1980. Gnophomyia suffusibasis ingår i släktet Gnophomyia och familjen småharkrankar.
Artens utbredningsområde är Ecuador. Inga underarter finns listade i Catalogue of Life.